# Ћереч-Муљај
Ћереч-Муљај (алб. Qerreç-Mulaj) је насељено место у општини Тропоја у округу Кукеш, Албанија. Према попису из 1989. године било је 308 становника.
Ћереч-Муљај су једно од насеља племена Никај.